# 宮嶋茂樹
宮嶋 茂樹（みやじま しげき、1961年〈昭和36年〉5月30日 - ）は、日本の報道カメラマン、ジャーナリスト。

## 人物

### 来歴
兵庫県明石市出身。白陵中学校・高等学校卒業後、1980年4月、日本大学藝術学部写真学科に入学。1984年3月、同大卒業後、同年4月、講談社に入社。『フライデー』専属のカメラマンとして取材を経験。
1986年2月、フィリピンのエドゥサ革命をどうしても取材したくなり、派遣メンバーが決定済みの状態で編集部に懇願したが叶わず、新婚旅行の前倒しで休暇を申請して渡航。しかし、滞在中に事態が進まず思うような写真が撮影出来ず、帰国した1ヶ月後に政変事態が進行し、再度渡航を懇願したが拒否され、本来の芸能スクープ写真撮影を命じられた。当時は社業に従ったが、”取材ネタを選びたい”欲求に駆られ、1987年3月、講談社を退社し、フリーランスのカメラマンとして独立。
日本の他、コソボなど世界各地を取材した。1996年に東京拘置所の麻原彰晃の写真を撮影したほかロシア外遊中の金正日の姿などスクープ写真を撮影した。通称「不肖・宮嶋」の名付け親は勝谷誠彦である。96年秋には南極観測船「しらせ」に同乗、97年の年明けまで5か月間、南極観測隊に同行し撮影を行う。97年5月6日には尖閣諸島魚釣島に衆議院議員（当時）西村眞悟、石垣市議会議員仲間均、映像教育研究会の稲川和男とともに視察を行った。2006年1月19日号の『週刊文春』（文藝春秋）でニート問題の対応策として徴兵制を主張した。
東日本大震災後の風評被害を「プロ市民」たちが助長しているとして、『産経新聞』（産業経済新聞社）に寄稿しているコラム「40X40」で非難した。さらに2011年3月11日の東日本大震災で発生した福島第一原子力発電所事故後、工業発展のための原発稼働を主張していた。同年の8月1日には自民党所属の参議院議員佐藤正久らと共に大韓民国の鬱陵島を訪れようとしたものの、韓国政府から入国を拒否されて強制送還された。月刊『正論』（産業経済新聞社）2011年10月号において朝鮮人は国家ぐるみで反日教育をし、拉致を行い核兵器を開発しているとして非難した。
2015年度から、母校である日大藝術学部写真学科の客員教授を務めている。
2022年ロシアのウクライナ侵攻が起きたので、報道カメラマンとして2022年3月中旬にウクライナ・キエフに入った。

### プライベート
- 趣味はハンティング[18]と模型制作[19]。
- 1980年代に交際していたカメラマンの女性と結婚したが離婚[20]。後に、ロシア人女性と再婚している[21]。
- 毎年8月15日には必ず靖国神社への参拝を心がけているという[22]。
- 皇紀（神武天皇即位紀元）を、『産経新聞』での自身のコラムで使用している[23]。
- 大学時代は、2年次より日大生の中でも成績優秀と認められた学生のみが入寮を許される、大学本部直轄の「武蔵野俊英寮」で生活を始めた。しかし、寮のコンパでは、ビールと日本酒を丼鉢に1対1で入れたものを、一気飲みさせられるようなアルコールハラスメントを受け続けた。このことがトラウマとなり、大の酒豪であるにもかかわらず、現在でもビールは一切飲めないという[24]。

### 主張
尖閣諸島への自衛隊駐留を主張し、民主党の鳩山由紀夫内閣の組閣人事を批判した。「むしろ共謀罪は、市民が犯罪者を拒む理由になるんじゃないか。『あなたとは会うだけで共謀罪に問われそうだから』と。」、「少しくらい監視されたって枕を高くして眠る方がいい。」、「日本人は、テロや他国からの攻撃に対する危機感が薄い。」と語り、共謀罪法案に賛成している。また技能実習生の人権侵害や自殺などの問題に対し日本人の自殺の方が問題である、と外国人の人権侵害をことさらに問題視する野党を批判した。

## 受賞歴
- 第3回編集者が選ぶ雑誌ジャーナリズム賞写真賞[4]
- 第4回日藝賞[6]

## 著作

### 写真集
- 『人間 赤尾 敏』（1991年10月 話の特集社 ISBN 4-8264-0119-1）
- 『俺に是非を説くな 激しき雪が好き 野村秋介 写真集』
- 『自衛隊 LADIES ‘95 陸・海・空 婦人自衛官写真集』
- 『ボスニアの微笑み』
- 『不肖・宮嶋inイラク―死んでもないのに、カメラを離してしまいました。』(アスコム 2003年) ISBN 4776200880
- 『不肖・宮嶋イツデモドコデモダレトデモ』
- 『不肖・宮嶋 誰が為にワシは撮る』(大和書房 2005年) ISBN 978-4479391241
- 『任務 −自衛隊イラク派遣記録−』(都築事務所 2005年) ISBN 978-4396693213
- 『不肖・宮嶋、再び。自衛隊レディース』(イカロス出版 2008年) ISBN 978-4863200173
- 『再起』（ベストセラーズ 2011年）ISBN 978-4584133286
- 『MIGHTY FLEET 精強なる日本艦隊』（講談社 2012年) ISBN 978-4-06-218076-4
- 『国防男子』（集英社 2014年）ISBN 978-4087807172
- 『国防女子』（集英社 2014年）ISBN 978-4087807189
- 『SCRAMBLE！ 航空自衛隊60周年写真集』（講談社 2015年）
- 『鳩と桜 防衛大学校の日々』（文藝春秋 2018年）

### ルポルタージュ・エッセイ
- 『ああ、堂々の自衛隊』クレスト社、のち双葉文庫
- 『不肖・宮嶋 史上最低の作戦』太田出版 1995年
- 『不肖・宮嶋! 撮らずに死ねるか』
- 『不肖・宮嶋 踊る大取材線』
- 『不肖・宮嶋 死んでもカメラを離しません』
- 『空爆されたらサヨウナラ 戦場コソボ、決死の撮影記』
- 『不肖・宮嶋のネェちゃん撮らせんかい!』
- 『不肖・宮嶋 南極観測隊ニ同行ス』新潮社　1998年
- 『不肖・宮嶋の一見必撮!』
- 『不肖・宮嶋 金正日を狙え!』（文藝春秋 2003年4月） ISBN 4163593608
  - （文春文庫プラス 2006年4月） ISBN 4167713012
- 『不肖・宮嶋 国境なき取材団』新潮社 2003年6月
- 『私の異常な愛情 −不肖・宮嶋流戦争映画の正しい観方−』(ぴあ 2004年) ISBN 978-4835609584
- 『儂は舞い降りた—アフガン従軍記 上』(祥伝社 2005年) ISBN 978-4396313869
- 『儂は舞い上がった—アフガン従軍記 下』(祥伝社 2005年) ISBN 978-4396313876
- 『サマワのいちばん暑い日—イラクのド田舎でアホ!と叫ぶ』(祥伝社 2005年) ISBN 978-4396693206
- 『不肖・宮嶋ちょっと戦争ボケ〈上〉1989〜1996』(新潮社 2005年) ISBN 978-4101242330
- 『不肖・宮嶋ちょっと戦争ボケ〈下〉1996〜1999』(新潮社 2005年) ISBN 978-4101242347
- 『不肖・宮嶋青春記』(ワック 2005年) ISBN 978-4898310816
- 『不肖・宮嶋 メディアのウソ、教えたる!　14歳の世渡り術』(河出書房新社 2007年) ISBN 978-4309616452
- 『不肖・宮嶋のビビリアン・ナイト 上 爆弾ボコボコの巻』(祥伝社 2007年) ISBN 978-4396693244
- 『不肖・宮嶋のビビリアン・ナイト 下 砲弾ドカドカの巻』(祥伝社 2007年) ISBN 978-4396693251
- 『不肖・宮嶋　戦場でメシ喰う！』(ワールドフォトプレス 2008年) ISBN 978-4846526665
- 『不肖・宮嶋の「海上自衛隊ソマリア沖奮戦記」』(飛鳥新社 2009年)
- 『ウクライナ戦記　不肖・宮嶋最後の戦場』（文藝春秋 2022年8月）ISBN 978-4163915906

## 出演

### 映画
- SCOOP!（2016年10月1日公開、東宝） - 不肖・宮嶋 役